# Rakova, Tomașpil
Rakova (în ucraineană Ракова) este o comună în raionul Tomașpil, regiunea Vinnița, Ucraina, formată numai din satul de reședință.

## Demografie
Componența lingvistică a satului Rakova
     Ucraineană (98,98%)
     Alte limbi (0,83%)
Conform recensământului din 2001, majoritatea populației satului Rakova era vorbitoare de ucraineană (98,98%), existând în minoritate și vorbitori de alte limbi.